# 2025

2025(이천이십오)는 2024보다 크고 2026보다 작은 자연수다.

## 수학
- 합성수로, 그 약수는 총 15개다. (1, 3, 5, 9, 15, 25, 27, 45, 75, 81, 135, 225, 405, 675, 2025다.)
  - 2025의 진약수의 합은 1726이므로, 2025는 부족수다.
- 45번째 제곱수다. 앞의 제곱수는 1936, 다음 제곱수는 2116이다.
- {\displaystyle 2025=27^{2}+36^{2}}
  - 연속하는 두 개의 {\displaystyle 9n}({\displaystyle n}은 자연수)의 제곱합으로 나타낼 수 있으며, 이 성질을 지닌 앞의 수는 1053, 다음 수는 3321이다.
- {\displaystyle 2025=1^{3}+2^{3}+3^{3}+4^{3}+5^{3}+6^{3}+7^{3}+8^{3}+9^{3}}
  - 9 이하의 모든 자연수의 세제곱합이다.
- {\displaystyle 82^{4}-1}은 2025로 나누어떨어진다.

## 과학·기술
- NGC 2025: 테이블산자리 방향에 있는 산개 성단.
- 윈도우 서버 2025: 윈도우 서버 계열의 운영 체제.

## 문화유산
- 대한민국의 보물 제2025호: 구미 대둔사 삼장보살도

## 기타
- 연도: 2025년, 기원전 2025년

## 같이 보기
- 2000